# 2010년 12월
| 2010년: 1월 · 2월 · 3월 · 4월 · 5월 · 6월 · 7월 · 8월 · 9월 · 10월 · 11월 · 12월 |

| <          | 2010년 12월 | 2010년 12월 | 2010년 12월  | 2010년 12월 | 2010년 12월 | >          |
| 일         | 월          | 화          | 수           | 목          | 금          | 토         |
|            |             |             | 1 10.26 을유 | 2 27 병술   | 3 28 정해   | 4 29 무자  |
| 5 30 기축  | 6 11.1 경인 | 7 2 신묘    | 8 3 임진     | 9 4 계사    | 10 5 갑오   | 11 6 을미  |
| 12 7 병신  | 13 8 정유   | 14 9 무술   | 15 10 기해   | 16 11 경자  | 17 12 신축  | 18 13 임인 |
| 19 14 계묘 | 20 15 갑진  | 21 16 을사  | 22 17 병오   | 23 18 정미  | 24 19 무신  | 25 20 기유 |
| 26 21 경술 | 27 22 신해  | 28 23 임자  | 29 24 계축   | 30 25 갑인  | 31 26 을묘  |            |

| - 12월 5일 - 리영희 - 12월 18일 - 톰마소 파도아스키오파 편집하기 |

## 2010년12월 30일
- KT가 방송통신위성 올레 1호의 발사를 성공시켰다.

## 2010년12월 29일
- 인천국제공항철도의 김포공항~서울역 구간이 개통되었다.

## 2010년12월 28일
- 순천완주고속도로의 서남원 ~ 완주 분기점 구간이 개통되었다.

## 2010년12월 21일
- 경춘선 복선 전철이 개통되어서 기점은 성북역에서 망우역으로 변경되었다.

## 2010년12월 17일
- 성범죄를 저지른 혐의로 피소된 위키리크스의 창립자 줄리언 어산지가 보석으로 석방되었다.

## 2010년12월 15일
- 서울 ~ 마산 간 경부고속철도(KTX) 노선이 개통하였다.
- 지난 6일에 서울대공원을 탈출한 말레이곰이 9일 만에 잡혔다.
- 부산 범어사 천왕문이 화재로 소실되었다.

## 2010년12월 13일
- 부산광역시와 경상남도 거제시를 잇는 거가대교가 개통하였다.
- 경기도 부천시 원미구 상동 서울외곽순환고속도로 중동 나들목 하부 주차장에서 대형 화재가 발생하여 주차되어있던 탱크로리 등 차량 39대와 주거용 컨테이너가 전소되었다. 인명피해는 없었으나, 해당구간이 전면 통제되었다.
- 경상북도 상주시 서산영덕고속도로에서 6중 추돌사고가 발생해 7명이 숨지고 17명이 다쳤다.

## 2010년12월 12일
- 2010년 장애인 아시안 게임이 중화인민공화국의 광저우에서 개막하였다.

## 2010년12월 10일
- 류샤오보의 노벨 평화상 시상식이 수상자가 참가하지 않은 채로 열렸다.
- 숙명여자대학교에서 대한민국 최초의 여성 ROTC(학군사관후보생)가 배출되었다.

## 2010년12월 8일
- 2010년 해변 아시안 게임이 오만의 무스카트에서 개최되었다.

## 2010년12월 5일
- 러시아의 수도 모스크바 브누코보 공항을 출발하여 다게스탄 공화국의 수도 마하치칼라로 향하던 여객기가 비상착륙을 시도하다 사고가 일어나 2명이 죽고 80여명이 다쳤다.
- 대한민국의 언론인, 사회운동가 리영희가 사망했다.
- '국화 옆에서'의 작곡가 김달성이 노환으로 89세의 일기로 별세했다.

## 2010년12월 3일
- 2018년 FIFA 월드컵 개최국이 러시아, 2022년 FIFA 월드컵 개최국이 카타르로 결정되었다.

## 2010년12월 2일
- NASA 연구진이 인 대신 비소를 이용해 살아갈 수 있는 미생물 GFAJ-1의 발견 사실을 발표했다.